# Onciale 0199
- Papyrus
- Onciale
- Minuscules
- Lectionnaire

Le Codex 0199, portant le numéro de référence 0199 (Gregory-Aland), est un manuscrit du Nouveau Testament sur parchemin écrit en écriture grecque onciale.

## Description
Le codex se compose d'une folio. Il est écrit en une colonne, de 13 lignes par colonne. Les dimensions du manuscrit sont 8.5 x 5 cm. Les paléographes datent ce manuscrit du VIe siècle ou VIIe siècle,.
C'est un manuscrit contenant le texte incomplet de la Première épître aux Corinthiens (11,17-19.22-24). 
Le texte du codex représenté type mixte. Kurt Aland le classe en Catégorie III.
Lieu de conservation
Il est conservé à la British Library (Pap. 2077 B) à Londres,.